# 窄叶单花鸢尾
窄叶单花鸢尾（学名：Iris uniflora var. caricina）为鸢尾科鸢尾属下的一个变种。

## 扩展阅读
- 維基物種上的相關：窄叶单花鸢尾